# Comté de Iosco
Le comté de Iosco (Iosco County en anglais) est dans le nord-est de la péninsule inférieure de l'État du Michigan, sur la rive de lac Huron. Son siège est à Tawas City. Selon le recensement de 2020, sa population est de 25 237 habitants.  

## Géographie
Le comté a une superficie de 4 897 km2, dont 1 422 km2 en surfaces terrestres.

### Comtés adjacents
- Comté d'Alcona (nord)
- Comté d'Arenac (sud)
- Comté d'Ogemaw (ouest)